# 耶鲁大学英国艺术中心
耶鲁大学英国艺术中心（Yale Center for British Art）位于美国康涅狄格州纽黑文市中心，是英国以外规模最大，最全面的英国艺术收藏地点。收藏的绘画，雕塑，素描，版画，手稿，反映了从伊丽莎白时期起，英国的艺术和文化的发展。

## 历史
该中心成立于1966年，保罗·梅隆将他的英国艺术收藏品赠送给耶鲁大学。该建筑是由路易·卡恩设计，建于纽黑文的约克街和礼拜堂街的拐角处，对面是卡恩最早的建筑之一，耶鲁大学美术馆，建于1953年。耶鲁大学英国艺术中心完成于1974年卡恩死后，1977年4月19日向公众开放。它的外观采用磨砂钢和反光玻璃，内部使用石灰华大理石，白橡木，和比利时亚麻布。

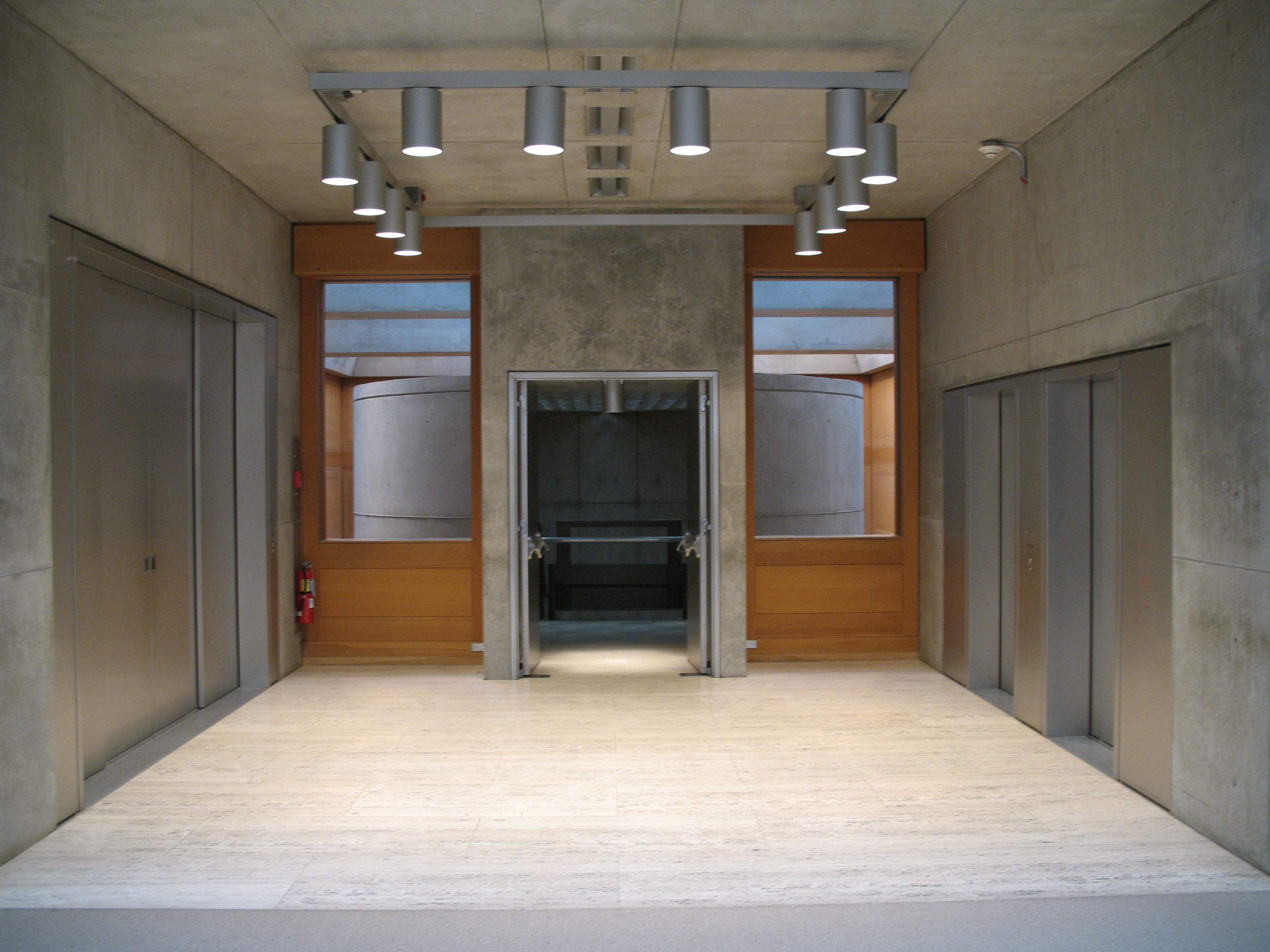
4樓中堂